# Slobodan Santrač
Slobodan Santrač (Servisch: Слободан Сантрач) (Koceljeva, 1 juli 1946 – Belgrado, 13 februari 2016) was een Joegoslavisch-Servisch voetballer en voetbaltrainer.

## Carrière
Santrač begon zijn professionele carrière bij OFK Beograd waar hij in negen seizoenen 169 doelpunten maakte. Gedurende vier seizoenen was hij topschutter van de hoogste nationale voetbalreeks. Hierna ging hij voor twee jaar naar Grasshopper Club Zürich, waar hij 2 seizoenen achter elkaar clubtopschutter werd. In 1976 keerde hij voor een seizoen terug naar OFK Beograd. In 1978 ging hij spelen voor Partizan Belgrado. Hij sloot zijn carrière in 1983 af bij FK Zemun.
Tussen 1994 en 1998 was hij bondscoach van het Joegoslavisch voetbalelftal, waarmee hij aanwezig was op het Wereldkampioenschap voetbal 1998. Ook was hij nog bondscoach van het Macedonisch voetbalelftal en Saudi-Arabië. Verder coachte hij nog verschillende Chinese clubs zoals Shandong Luneng Taishan.
Santrač overleed in 2016 aan een hartaanval.

## Statistieken
| Seizoen | Club                    | Land        | Competitie              | Wedstrijden | Doelpunten |
| ------- | ----------------------- | ----------- | ----------------------- | ----------- | ---------- |
| 1965/74 | OFK Beograd             | Joegoslavië | Prva Liga               | 244         | 169        |
| 1974/76 | Grasshopper Club Zürich | Zwitserland | Raiffeisen Super League | 42          | 29         |
| 1976/77 | OFK Beograd             | Joegoslavië | Prva Liga               | 40          | 17         |
| 1978/80 | Partizan Belgrado       | Joegoslavië | Prva Liga               | 63          | 29         |
| 1980/83 | FK Zemun                | Joegoslavië | Prva Liga               | 56          | 31         |
|         |                         |             | Totaal                  | 445         | 275        |